# Carolina Durante
Carolina Durante est un groupe espagnol de rock, originaire de Madrid.  Le groupe sort son premier EP, intitulé Necromántico, en 2017, et en 2018 il est déjà consolidé dans la scène indépendante espagnole, se démarquant pour la chanson Cayetano et pour sa touche joviale, joyeuse et amusante,. Ils sortent trois albums : un album éponyme (2019), Cuatro chavales (2022),, et Elige tu propia aventura (2024). Ils font une tournée, Cuatro chavales, qui commence en 2022 et se termine en février 2023, en Espagne et aussi dans des pays comme l'Argentine, le Chili, la Colombie et le Mexique.

## Histoire
Le groupe est formé à Madrid (Espagne) en 2017 par quatre amis d'enfance : Diego Ibáñez (chant), Martín Vallhonrat (basse), Juan Pedrayes (batterie) et Mario del Valle (guitare). Le groupe porte le nom de la journaliste Carolina Durante (Madrid, 1994), une ancienne camarade de classe du Colegio Santa María de Yermo de Chamberí. Selon les déclarations de Durante à Faro de Vigo et El País,, en 2016, elle est informée par d'anciens camarades de classe avec lesquels elle n'avait jamais eu de relation que le groupe qu'ils voulaient former porterait son nom. Elle n'en fait pas grand cas, bien qu'en 2018, elle a enregistré son nom en tant que personne civile. Dans diverses interviews, les membres du groupe racontent différentes histoires sur l'origine de leur nom, arguant que l'histoire originale n'est pas intéressante.
Le premier concert du groupe a lieu en février 2017. Leur premier EP, intitulé Necromántico sort en décembre 2017, suivi de leur deuxième sortie, Examiga, le 4 mai 2018. En 2018, avec un an d'existence, le groupe avait déjà une certaine pertinence et popularité au sein de la scène indie espagnole. En mars, ils sortent leur single Cayetano, une chanson parodique où le groupe se moque des jeunes riches et conservateurs de la société espagnole,,. La même année, ils sortent Perdona (ahora sí que sí), avec Amaia Romero, qui vient de gagner Operación Triunfo et El himno titular, une chanson reprise par le groupe Los Planetas et Amaia,. En 2018, le groupe joue également aux festivals espagnols Mad Cool, Bilbao BBK Live ou au Festival international de Benicàssim. C'est précisément en 2018 qu'ils reçoivent le Premio NIM du « meilleur groupe émergent » et de la « meilleure chanson » pour Cayetano.
Stylistiquement, le groupe est d'abord comparé au groupe Los Nikis pour leurs chansons légères et amusantes,. Ils ajoutent une touche costumbrista.
En 2019, le groupe sort son premier album : Carolina Durante, par l'intermédiaire du label Sonido Muchacho. Ce même label fait office de label pour Cariño, Depresión Sonora, Kokoshca, La Bien Querida et Mujeres, entre autres. Leur deuxième album sortira en 2022, intitulé Cuatro chavales. En juillet 2023, Carolina Durante enregistre une performance pour la station de musique alternative KEXP de Seattle aux États-Unis.
Leur troisième album est Elige tu propia aventura, sorti en 2024, qui comprend le single Normal, dont une partie est chantée par Rosalía. Ce nouvel album a une approche plus sérieuse, triste et nihiliste, sans perdre l'ironie et la jeunesse qui les caractérisent depuis le début,. Il est accompagné d'une tournée homonyme, qui débute le 16 janvier 2025 à Valence et comprend un WiZink et une tournée en Amérique latine.

## Discographie

### Albums studio
- 2019 : Carolina Durante, por Carolina Durante (Sonido Muchacho / Universal Music Spain[26])
- 2022 : Cuatro chavales (Sonido Muchacho / Universal Music Spain[31])
- 2024 : Elige tu propia aventura (Sonido Muchacho / Universal Music Spain)

### EP
- 2017 : Necromántico (Sonido Muchacho)
- 2018 : Examiga (Sonido Muchacho)
- 2020 : Del horno a la boca (Sonido Muchacho)

### Singles notables
- 2017 : La noche de los muertos vivientes
- 2017 : En verano
- 2017 : Necromántico
- 2018 : Cayetano
- 2018 : Niña de hielo
- 2018 : 300 golpes
- 2018 : El himno titular
- 2018 : Perdona (ahora sí que sí) (avec Amaia)
- 2019 : Joder, no sé
- 2019 : Las canciones de Juanita
- 2019 : El año
- 2019 : El perro de tu señorío
- 2019 : Nuevas formas de hacer el ridículo
- 2019 : No tan jóvenes
- 2019 : La canción que creo que no te mereces (avec Jota)
- 2020 : El parque de las balas
- 2020 : Lo Segundo, ya no tanto
- 2020 : Espacio vacío (avec Él Mató a un Policía Motorizado)
- 2021 : Famoso en tres calles
- 2021 : Moreno de contrabando
- 2021 : 10
- 2024 : Hamburguesas